# Black Earth (hrabstwo Dane)
Black Earth – wieś w Stanach Zjednoczonych, w stanie Wisconsin, w hrabstwie Dane.